# Sociedad Astronómica de México
La Sociedad Astronómica de México, A.C., es una asociación civil no lucrativa, integrada por aficionados a la astronomía e investigadores, que fue fundada en 1902 por don Luis G. León.

## Historia
Durante la primera mitad del siglo XIX, la ciencia astronómica mexicana se encontraba todavía atada a una tradición hermética-platónica, levemente influenciada por las teorías de Nicolás Copérnico, Johannes Kepler e Isaac Newton. Hubo otras corrientes que afectaron durante la tercera década; por ejemplo, la Ilustración y, al finalizar el siglo, una de mayor auge, el positivismo de Augusto Comte, que transformó los conceptos de los científicos.
A lo largo de la historia de México es perceptible que no existieron instituciones dedicadas al estudio del Universo. Los primeros intentos para establecer un observatorio se remontan a 1847, en el llamado Torreón del Caballero, ubicado en el Castillo de Chapultepec, destrozado durante el bombardeo del ejército invasor estadounidense. Después, en 1865, durante el Segundo Imperio, hubo un nuevo intento por crear un observatorio, con ayuda de Mathew F. Maury, norteamericano, como director. En 1867 triunfó la República y la participación del ingeniero Francisco Díaz Covarrubias en las nuevas leyes de Instrucción Pública lograron la idea de establecer un modesto observatorio en la azotea de Palacio Nacional.
México participó en la expedición internacional para observar el paso de Venus por el disco solar, visible en Japón en 1874. Al mando de un grupo estuvo el ingeniero Francisco Díaz Covarrubias, destacado científico mexicano. En 1878, se creó el Observatorio Astronómico Nacional, el cual entró en funcionamiento prácticamente hasta 1882.
El objetivo principal era que los científicos de la época se integraran a la vida moderna como sucedía en otros países y obtuvieran el mismo nivel en sus trabajos. Durante el siglo XIX, en Europa existían alrededor de 150 observatorios, mientras que en América solo había apenas 10 de ellos. Esto preocupaba a los científicos positivistas nacionales, quienes se dieron a la tarea de impulsar y crear un observatorio en México. El auge de las ciencias físicas a finales del siglo XIX despertaba el interés en las mentes científicas. La filosofía positivista contribuyó con su granito de arena y los intelectuales que administraban el país pusieron en funcionamiento la maquinaría que daría origen a las diversas instituciones científicas nacionales, entre las cuales figuraba el Observatorio Astronómico Nacional de Tacubaya.
La lucha de aquellos primeros científicos consistía en lograr el reconocimiento de los trabajos astronómicos realizados en México. La comunidad científica mexicana intensificó sus trabajos y llegó a crear por efecto del ímpetu positivista publicaciones y sociedades científicas de diversa índole, como lo fueron, en su tiempo, el Anuario del Observatorio, publicado desde 1881, y la Sociedad Astronómica de México, en 1902, entre otras de carácter científico.
Asimismo, la velocidad con que se daban los descubrimientos y desarrollos en el área de astronomía motivó a los aficionados que escudriñaban el cielo a popularizar esta ciencia en cualquier persona interesada en el tema, y el deseo de formar una asociación tuvo lugar gracias a un evento celeste que cambió la historia de la astronomía nacional. El 24 de febrero de 1901 tuvo lugar la aparición en el cielo de la Nova Perseo, observada en México por el michoacano Felipe Rivera y tres días antes, el 21 de febrero, por el clérigo escocés Thomas David Anderson. Este acontecimiento fue la chispa que motivó a Luis G. León para organizar la Sociedad Astronómica de México, agrupación científica que creció y floreció en los años siguientes y llegó a contar con un buen número de asociados.

## Instalaciones
Sede Parque “Coronel Felipe Xicoténcatl”.
- Sala de usos múltiples “Luis Enrique Erro”.
- Observatorio astronómico “Luis G. León”.
- Planetario “Valente Souza”.
- Taller de óptica
- Taller de mecánica.
- Biblioteca.
- Museo.
- Oficinas administrativas.

Sede Parque “Francisco Villa”
- Planetario “Joaquín Gallo”
- Auditorio “Francisco Gabilondo Soler”

Observatorio Astronómico de las ánimas
Reserva ecológica. Municipio de Chapa de Mota, Estado de México.
Coordenadas
99° 31´23.4 W
+ 19° 47´24.00
3070 MSNM

## Características
Su lema es: “Por la divulgación de la astronomía”, que expresa su objetivo de promover la afición por esta ciencia, organizando toda clase de actividades y estableciendo relaciones con organizaciones de todo el mundo.
Han pertenecido a la Sociedad Astronómica de México grandes científicos y humanistas mexicanos. Entre los más destacados, se encuentran: Luis Enrique Erro, iniciador de la astrofísica en México cuyo nombre, en reconocimiento de su trabajo, se encuentra en un cráter de la Luna; Francisco Javier Escalante, cuyo nombre, también en reconocimiento de su trabajo de 52 años de observación del planeta Marte, se encuentra en un cráter de ese planeta; el filántropo poblano Domingo Taboada Roldán; el compositor y astrónomo Francisco Gabilondo Soler (Cri-Cri) y los científicos Joaquín Gallo Monterrubio, Manuel Sandoval Vallarta, Carlos Graef Fernández, Valentín Gama, Augusto Maupomé y Arcadio Poveda.